# Adam Schlotthauer
Adam Schlotthauer (* 1781; † 17. März 1813 in München) war ein bayerischer Balletttänzer und Komiker.

## Leben
Schlotthauers Familie gehörte zur kurfürstlichen Dienerschaft in München. Adam Schlotthauer wurde an der dortigen Ballettschule ausgebildet wie sein späterer Tanzpartner Karl Flerx. Schlotthauer und Flerx entwickelten in Kooperation bei den Pantomimen Constants ihre Spezialrollen. Schon von Natur aus waren sie gegensätzliche Charaktere. Während Flerx als mittelgroß, eher schmächtig, akrobatisch wendig und stets heiter beschrieben wird, soll Schlotthauer etwas größer gewesen sein, ein markantes Aussehen und ein melancholisch-sarkastisches Gemüt gehabt haben. Laut Pia und Pino Mlakar entwickelte er sich zu einem „Pierrot sondergleichen“.
1801 heiratete er Katharina Habert, eine Tochter des Bildhauers Andreas Habert aus Düsseldorf, der ein Schwager von Peter Crux war. Katharina Habert war bereits als Kind in der Ballettschule ihres Onkels ausgebildet worden und bereits unter Constant eine beliebte Colombine in München gewesen. Aus der Ehe gingen die Töchter Nanette und Sophie hervor, die zunächst Tänzerinnen, später Schauspielerinnen wurden. Nanette Schlotthauer war zumeist am Vorstadt-Theater in München beschäftigt und wurde 1822 durch Charlotte Stenzsch ersetzt.
1807 wurden sowohl Schlotthauer als auch Karl Flerx als zweite Tänzer am Münchner Ballett angestellt.
Nachdem Constant 1806 gestorben war, engagierte Schlotthauer sich auch auf dem Gebiet der Regie. Nach dem Erfolg mit der Pantomime Die Zauberquelle im Jahr 1810 wurde er zum Pantomimenmeister ernannt. Damit ging eine Erhöhung seiner Gage auf 1000 Gulden einher. Die erste abendfüllende Ballettpantomime, die in München aufgeführt wurde, war Arlequins Hochzeit, die Schlotthauer am 28. Mai 1811 im Cuivilliéstheater uraufführen ließ. Die Musik der Zauberquelle und der Hochzeit stammte von Carl Neuner.
Arlequins Hochzeit war ein großer Erfolg und wurde jahrelang gespielt. Schlotthauer tanzte noch drei Tage vor seinem Selbstmord die Rolle des Pierrot. Am Vormittag des 17. März 1813 setzte er seinem Leben durch einen Pistolenschuss ein Ende; die Gründe dafür sind nicht mehr zu rekonstruieren.
Ein jüngerer Bruder Schlotthauers war der Maler Joseph Schlotthauer.